# Кивва, Феликс Васильевич
Феликс Васильевич Кивва (19.05.1938 — 20.06.2021) — советский и украинский радиофизик, доктор физико-математических наук (1986), профессор (1998), лауреат Премии Совета Министров СССР (1990).
Родился 19.05.1938 в с. Короп Сумской области.
Окончил Харьковский политехнический институт (1960).
Работал в Институте радиофизики и радиоэлектроники АН УССР (НАНУ): младший, старший научный сотрудник, в 1980—1993 зам. директора по науке, с 1983 г. зав. отделом распространения радиоволн в природных средах, с 2005 г. профессор-консультант.
Доктор физико-математических наук (1986), профессор (1998).
Лауреат Премии Совета Министров СССР (1990) — за работу «Исследование, разработка элементной базы и принципов построения систем связи и радиолокации миллиметрового диапазона радиоволн».
Сочинения:
- Статистические характеристики флуктуаций коэффициента преломления атмосферы в приводном слое / М. В. Белоброва, В. К. Иванов, Ф. В. Кивва, А. Н. Кошель. — Харьков : ИРЭ, 1986. — 37 с. : граф.; 20 см. — (Препр. АН УССР, Ин-т радиофизики и электрон.; N324).
- О влиянии рефракции на распространение метровых радиоволн вблизи дифракционного горизонта [Текст] : научное издание / В. А. Кортунов, Ю. М. Стрельников, Ф. В. Кивва // Радиотехн. и электрон. — 1990. — Т. 35, N 4. — С. 730—733 . — ISSN 0033-8494
- Оперативный метод определения Фактической дальности радиолокационной наблюдаемости надводных целей корабельными радиолокационными станциями десятисантиметрового диапазона "/Боцман В. В., Иванов В. К.. Кивва Ф. В. и др. — В сб.:Труды ИРЭ АН УССР. — 1983. — Т.29. С.165-174.
- Статистические характеристики Флуктуация коэффициента преломления атмосферы в приводном слое / Белоброва М. В., Иванов В. К.. Кивва Ф. В. и др. — Харьков, 1986. −37 с. — (Препринт/ АН УССР. ИРЭ; N 324).
- Влияние высоты антенны РЛС на дальность радиолокационной наблюдаемости надводных целей / А. Л. Андреев. В. К. Иванов, Ф. В. Кивва и др. .- в сб. труды ИРЭ АН УССР. — 1987.- т. 32.-С.11 — 19.
- В. К. Иванов. Ф. В. Кивва. А. Н. Кошель. Рефрактометрический комплекс для измерения коэффициента преломления и метеорологических характеристик атмосферы в пограничном слое // Приборостроение. — Киев: Техника, 1989. — N 41. — С.20-33.
- B.К.Иванов, Ф. В. Кивва, и. Е.Островский и др.- В сб.: Радиофизические исследования Мирового океана.- ИРЭ АН Украины.-с.109 — 134.